# Teilungsversteigerung
Die Teilungsversteigerung oder auch Auseinandersetzungsversteigerung ist ein besonderes in Deutschland im Gesetz über die Zwangsversteigerung und die Zwangsverwaltung (ZVG) geregeltes Verfahren der Zwangsversteigerung.

## Zweck
Die Teilungsversteigerung wird durchgeführt, um eine Gemeinschaft an einem Grundstück zu beenden.
Eheleute, die ein Grundstück gemeinsam kaufen, lassen sich zu Bruchteilen als Miteigentümer, meist „zu je ½“, im Grundbuch eintragen. Sie haben jeweils einen ideellen Anteil an dem Grundstück, dem Haus oder der Wohnung.
Eine solche Gemeinschaft wird, sofern keine andere Vereinbarung zwischen den Beteiligten getroffen wird (§ 1010 BGB), durch dieses besondere Zwangsversteigerungsverfahren aufgelöst. Dabei wird das unteilbare Vermögen Immobilie in Geld als teilbares Vermögen umgewandelt. An diesem Geld (Erlös) setzt sich die Gemeinschaft jedoch fort. Sofern sich die Miteigentümer nicht über eine Auszahlung (beispielsweise entsprechend ihren Anteilen) einigen, wird der Erlös hinterlegt. Mit der Hinterlegung ist die Teilungsversteigerung abgeschlossen. Gegebenenfalls muss nun in einem neuen Verfahren eine Entscheidung zur Verteilung des Geldes durch einen gerichtlichen Antrag (z. B. bei Eheleuten) oder bei sonstigen Miteigentümern auf dem Klageweg erzwungen werden.
Gemeinschaften, deren Beendigung die Teilungsversteigerung vorbereiten kann, sind die Erbengemeinschaft und die Gemeinschaft nach Bruchteilen (Miteigentümergemeinschaft) sowie – wenn das im Gesellschaftsvertrag so bestimmt ist – auch die Gesellschaft bürgerlichen Rechts (GbR) und die offene Handelsgesellschaft (OHG).
Für die Durchführung der Teilungsversteigerung gelten nach § 180 Abs. 1 ZVG die Vorschriften der ersten beiden Abschnitte des ZVG entsprechend, soweit nicht in den § 181 bis § 185 ZVG eine abweichende Regelung getroffen ist. Diese abweichenden Regelungen betreffen insbesondere die weitere Einstellungsmöglichkeit nach § 180 Abs. 2 bis 4 ZVG, die Regelung, dass es eines vollstreckbaren Titels nicht bedarf (§ 181 ZVG) sowie Regelungen des geringsten Gebots und der Sicherheitsleistung. Beim geringsten Gebot gibt es häufig Besonderheiten gegenüber der normalen Zwangsversteigerung, insbesondere wenn im Grundbuch noch Grundschulden eingetragen sind, auch wenn diese nicht mehr valutieren.

## Zuständigkeit
Das Verfahren wird beim Amtsgericht als Vollstreckungsgericht durchgeführt. Örtlich zuständig ist grundsätzlich das Amtsgericht, in dessen Bezirk die Immobilie liegt. Funktionell ist der Rechtspfleger zuständig.

## Verfahren
Die Teilungsversteigerung muss durch einen an der Gemeinschaft Beteiligten beantragt werden.
Der Rechtspfleger prüft, ob der Antrag ordnungsgemäß ist. Im Antrag müssen die genaue Bezeichnung des Grundstücks sowie die Anschriften der übrigen Miteigentümer oder Erben angegeben sein. Der Antragsteller und die anderen Mitglieder der Gemeinschaft müssen in der Regel im Grundbuch eingetragen sein. Bei Erben genügt auch die Vorlage eines Erbscheins.
Den Anspruch auf Aufhebung der Gemeinschaft kann auch ein Gläubiger durch Beschluss des Vollstreckungsgerichts pfänden und sich überweisen lassen. Der Gläubiger kann dann anstelle des Miteigentümers die Teilungsversteigerung beantragen. Das Pfändungspfandrecht besteht nach dem Zuschlag an dem auf den Miteigentumsanteil entfallenden Erlös fort.
Das Verfahren kann auf Antrag eines Beteiligten für bis zu sechs Monate einstweilen eingestellt werden, wenn dies bei Abwägung der widerstreitenden Interessen angemessen erscheint. Gehören zu der Gemeinschaft neben dem Antragsteller nur noch sein (früherer) Ehegatte, so kann das Verfahren auch zum Wohl des gemeinsamen Kindes für bis zu 5 Jahre eingestellt werden.
Wird der Zuschlag erteilt, bestimmt der Rechtspfleger einen Verteilungstermin. Zu diesem Termin hat der Ersteher sein Gebot zu bezahlen.